# Episodi di Hunter's Walk (terza stagione)
La terza stagione della serie televisiva Hunter's Walk è stata trasmessa in anteprima nel Regno Unito dalla Independent Television tra il 1º giugno 1976 e il 24 agosto 1976.
| nº | Titolo originale    | Titolo italiano | Prima TV UK    | Prima TV Italia |
| -- | ------------------- | --------------- | -------------- | --------------- |
| 1  | Intent              |                 | 1º giugno 1976 |                 |
| 2  | Reprisals           |                 | 8 giugno 1976  |                 |
| 3  | Sudden Death        |                 | 15 giugno 1976 |                 |
| 4  | Outsiders           |                 | 22 giugno 1976 |                 |
| 5  | Echoes              |                 | 29 giugno 1976 |                 |
| 6  | Say Nothing         |                 | 6 luglio 1976  |                 |
| 7  | Not Me              |                 | 13 luglio 1976 |                 |
| 8  | Interference        |                 | 20 luglio 1976 |                 |
| 9  | Job                 |                 | 27 luglio 1976 |                 |
| 10 | Missing             |                 | 3 agosto 1976  |                 |
| 11 | Spinsters           |                 | 10 agosto 1976 |                 |
| 12 | Take Away           |                 | 17 agosto 1976 |                 |
| 13 | Kicking & Screaming |                 | 24 agosto 1976 |                 |